# Бубањ (Доњи Лапац)
Бубањ је насеље у општини Доњи Лапац, у Лици, у Републици Хрватској.

## Географија
Удаљено је око 10 километара југоисточно од Дољег Лапца. Јужно од Бубња се налазе Дољани, на југозападу је Добросело, сјеверно је Боричевац, а на истоку је кањон ријеке Уне. Налази се у кршевитом подручју. Неки од засеока су: Радаковићи, Медићи, Мајсторовићи, Џапе, Крнете и други.

## Историја
Бубањ је почетком 1941. добио прву школу. Почетком Другог свјетског рата, Хрвати из Боричевца и Кулен Вакуфа су предвођени Милом Мрковиновић званим Бала, 9 јула 1941. упали у насеље и измасакрирали 12 српских дјевојака које су окопавале кукурузе. Имена убијених српских дјевојака су: Даринка Медић, Смиља Медић, Мара Џапа, Софија Медић, Смиља Џапа, Милева Керкез, Ковиљка Медић, Смиља Керкез, Милка Керкез, Мара Медић, Јелка Керкез и Сока Рајић.

## Привреда
Због кршевитог терена и лошег земљишта, становниптво се до Другог свјетског рата највише бавило сточарством, као и сезонским радовима.

## Становништво
У насељу је прије почетка Другог свјетског рата било 100 домаћинстава, од којих су сва била српска.